# Belgica (appel)

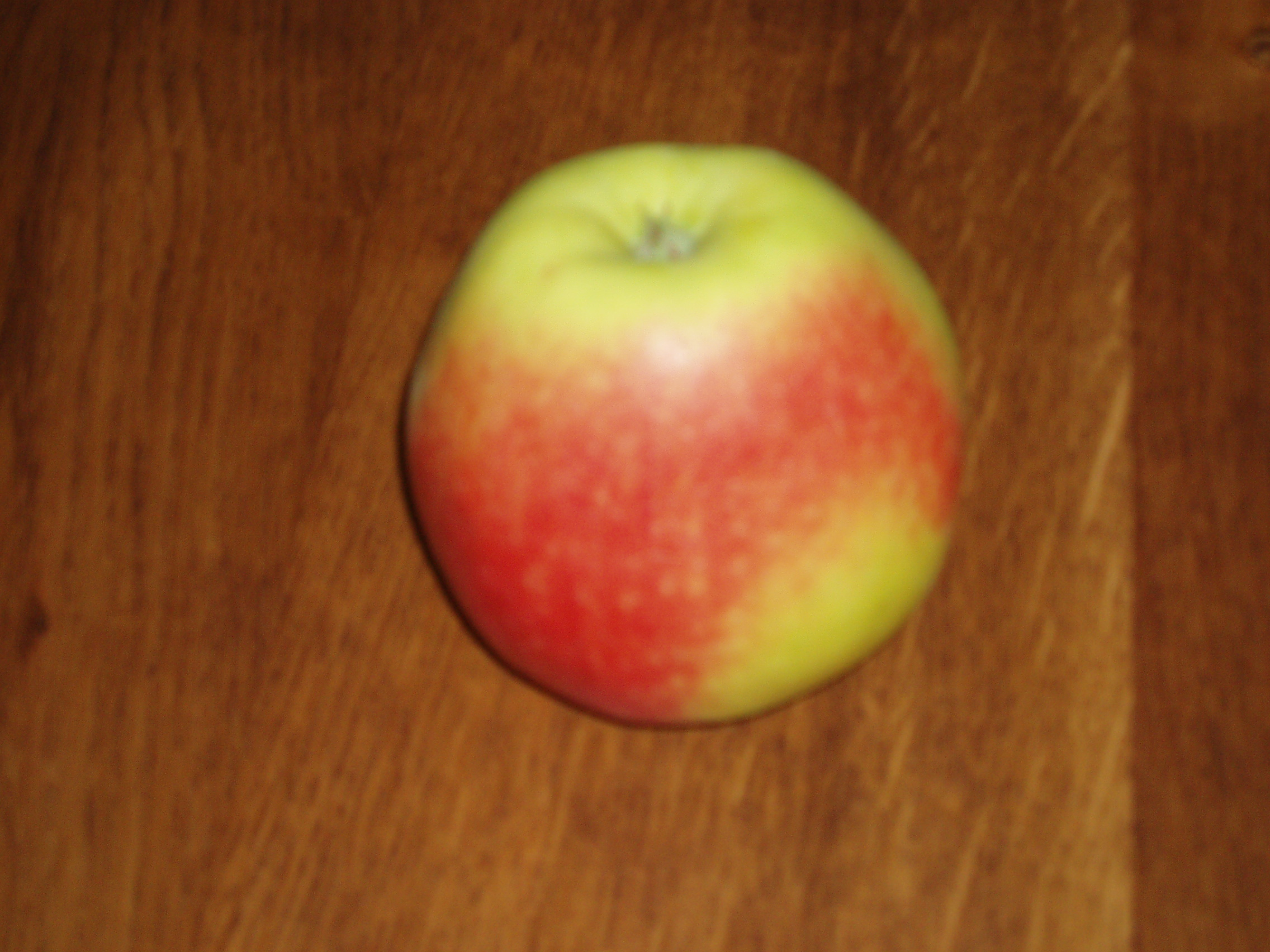
Belgica

Belgica (Malus domestica 'Belgica') is een Belgisch appelras. De appel is karmijnrood op een groene achtergrond en heeft romig wit vruchtvlees. De Belgica heeft een dunne schil en is dus makkelijk uit het vuistje te eten. De smaak is zoetzuur.

## Geschiedenis
De Belgica werd ontwikkeld door Jean Moors uit Bilzen. In 2010 won hij er de Innovatie-award in de land- en tuinbouw van Limburg mee. De Belgica is een kruising van de oude hoogstamappelen Vlijtingse kraker en Bellefleur de Hermée. De soort werd voor het eerst geplukt in 2003, maar pas in 2008 was er voldoende oogst om over te gaan tot grootschalige verkoop in supermarkten. Er waren toen reeds meer dan 250.000 bomen van geplant en 1750 ton van geoogst. Voor 2012-2013 werd een oogst van meer dan 5000 ton verwacht. Voor het telen en op de markt brengen is er een overeenkomst tussen Jean Moors en de Belgische fruitveiling (BFV). De BFV brengt de Belgica op de markt onder haar eigen kwaliteitslabel Truval. Het telen kan enkel met contract. De Belgica is dan ook een clubras.

## Technische gegevens
- Plukperiode: augustus - september
- De Belgica is geen bewaarappel en wordt best geconsumeerd van september tot oktober
- Suikergehalte: 13,3 Brix[6]
- Gemiddelde vruchtdiameter: 72 mm